# ABP Food Group
ABP Food Group est un groupe agroalimentaire créé en 1954, dont le siège est situé en Irlande. D'après son site officiel, le groupe travaille avec un réseau de plus de 35 000 agriculteurs, principalement pour produire de la viande bovine. Il produit aussi de la nourriture pour les animaux de compagnie.